# Bezradność
Bezradność – stan psychiczny charakteryzujący się brakiem pomysłu na akceptowalne wyjście z trudnej sytuacji oraz zaniechaniem działania lub działaniem z góry skazanym na niepowodzenie. Występuje niezależnie od stanu rzeczywistej lub pozornej bezsilności. Najczęściej wynika z niemożności skupienia się nad problemem z powodu depresji, przerażającego strachu, załamania psychicznego, skrajnego pesymizmu, skrępowania fizycznego, upokarzającego wstydu, odurzenia, niepełnosprawności intelektualnej lub fizycznej.
Bezradność jako nieumiejętność radzenia sobie w danej sytuacji może być podyktowania przekonaniem o braku wystarczającej wiedzy do pokonania zaistniałych problemów, brakiem wiary w skuteczność opracowanych przez siebie dróg wyjścia jak i wyuczeniu się bezradności na skutek negatywnych doświadczeń z przeszłości.
Dr Martin Seligman w 1964 roku na Uniwersytecie Princeton postawił tezę, że bezradność może być wyuczona w wyniku negatywnych skutków kilku prób rozwiązania problemu. Bezradność jest wtedy wynikiem skojarzenia doświadczeń z każdorazowym ich negatywnym wynikiem. Doświadczenia behawioralne, na których Seligmann oparł swą tezę, dotyczyły psów traktowanych elektrowstrząsem podczas szukania dróg ucieczki. Podobnie ludzie traktowani hałasem jak i psy przyjmowali bierną postawę. Po prostu psy i ludzie nauczyli się bezradności.
Wzorce przekonań, wywołujących poczucie bezradności to przeświadczenie:
- o trwałości problemów,
- o ich nieuniknionym rozprzestrzenianiu się na inne sfery życia.

Ludzie bezradni, którym udzielono skutecznej rady lub udzielono pomocy w sytuacjach wcześniej uznawanych za „bez wyjścia” praktycznie nigdy więcej nie popadają w stan bezradności.